# جایزه هاسلبلاد

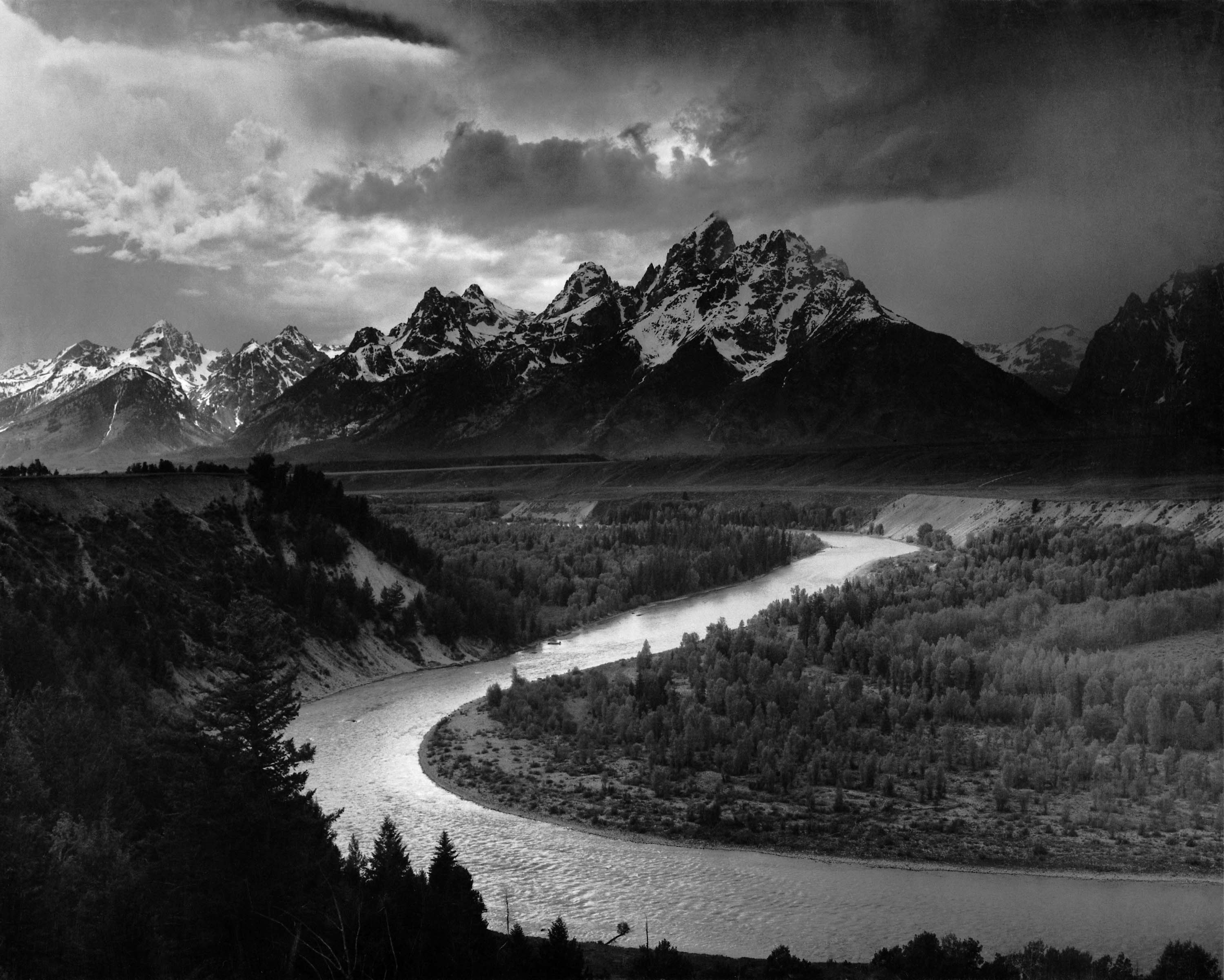
عکس گرفته شده توسط انسل آدامز در ۱۹۴۲

جایزه هاسلبلاد (انگلیسی: Hasselblad Award) رقابتی سالانه از طرف کمپانی هاسلبلاد برای عکاسان سراسر دنیا است.
این کمپانی با وجود اینکه یک نهاد تجاری به‌شمار می‌رود هر سال یکی از معتبرترین رویداد هنری را در جهان عکاسی برگزار می‌کند و جایزه‌ای در حدود ۱۱۰٬۰۰۰ دلار به برنده اهدا می‌کند.
نام‌های بزرگی در تاریخ عکاسی از انسل آدامز و هنری کارتیه برسون گرفته تا نن گلدین و پل گراهام در تاریخ ۴۰ ساله این رویداد هنری موفق به کسب جایزه هاسلبلاد شده‌اند.